# Vandmærke
Et vandmærke er en prægning i papir og er typisk anvendt i forbindelse med værdipapirer og pengeseddel. Frem til 1933 var det obligatorisk med et vandmærke i danske frimærker.[kilde mangler] Vandmærker benyttes endvidere i forretningsdokumenter til at verificere, at der er tale om et originalt dokument.
Vandmærker kan også benyttes i form af et digitalt vandmærke, der kan indlægges i en fil, således at en grafisk reproduktion af filen angiver en bestemt tekst, eksempelvis en copyrightangivelse.
| Filateli | Spire Denne artikel relateret til filateli er en spire som bør udbygges. Du er velkommen til at hjælpe Wikipedia ved at udvide den. |